# Más. Tributo a Marco Antonio Solís
Más. Tributo a Marco Antonio Solís es el octavo álbum de estudio de la cantante Tamara. Con este álbum, la artista homenajea al afamado cantautor Marco Antonio Solís.

## Sinopsis
El material discográfico contiene 10 temas compuestos por Marco Antonio Solís.

## Canciones del disco
| N.º | Título                                        | Escritor(es)        | Duración |  |
| 1.  | «Amor en silencio»                            | Marco Antonio Solís | 3:46     |  |
| 2.  | «O me voy o te vas» (con Marco Antonio Solís) | Marco Antonio Solís | 4:04     |  |
| 3.  | «Si no te hubieras ido»                       | Marco Antonio Solís | 4:58     |  |
| 4.  | «Cuando te acuerdes de mi»                    | Marco Antonio Solís | 3:48     |  |
| 5.  | «Boca de ángel»                               | Marco Antonio Solís | 3:31     |  |
| 6.  | «Antes de que te vayas»                       | Marco Antonio Solís | 3:52     |  |
| 7.  | «El peor de mis fracasos»                     | Marco Antonio Solís | 3:54     |  |
| 8.  | «Si te pudiera mentir»                        | Marco Antonio Solís | 4:17     |  |
| 9.  | «Donde estará mi primavera»                   | Marco Antonio Solís | 4:23     |  |
| 10. | «Pídemelo todo»                               | Marco Antonio Solís | 3:30     |  |

## Créditos y personal
- Productor, arreglista, teclados, guitarra eléctrica, coro: Armando Ávila
- Batería: Enrique González
- Guitarra: Francisco Oroz
- Guitarra, arreglo de cuerdas: Benjamin Díaz
- Coro: Tamara Valcarcel Serrano
- Violín: Erik Sánchez y Enriqueta Arellanes
- Viola: Miguel Alcántara
- Chelo: Claribel Avendaño
- Trompeta: Jorge Mejia Avante
- Co-Arreglista: Jules Ramllano y Pepe Ortega